# Stickstoffdünger
Stickstoffdünger sind Dünger, die den Pflanzen vorwiegend ihr Hauptnährelement Stickstoff zur Verfügung stellen. Diese Düngemittel können natürlichen Ursprungs sein (z. B. als Kaliumnitrat) oder industriell hergestellt werden.

## Geschichte
Traditionell werden in der Landwirtschaft stickstoffhaltige Dünger wie Gülle und Mist eingesetzt. Nachdem Justus von Liebig die Bedeutung des chemischen Elements Stickstoff für die Erträge in der Landwirtschaft entdeckt hatte, stieg die entsprechende Nachfrage nach Düngemitteln. Natürlich vorkommende Lagerstätten enthalten Kalisalpeter und Natronsalpeter, zum Beispiel in Chile (daher auch der Trivialname Chilesalpeter), und wurden vor allem in der ersten Hälfte des 19. Jahrhunderts abgebaut. Durch das im Jahr 1910 von der BASF zum Patent angemeldete Haber-Bosch-Verfahren gelang die künstliche Herstellung von Ammoniak als Ausgangsstoff für die Düngemittelherstellung. Die durch dieses Verfahren mögliche großindustrielle Herstellung von Mineraldünger machte das immense Wachstum der Weltbevölkerung im 20. Jahrhundert und damit auch die moderne Gesellschaft möglich. Jedoch steigerte die Ausbringung von Stickstoffdüngern auch die Sterblichkeit bei Schmetterlingen. Daneben erfolgte im 20. Jahrhundert der Einsatz von Klärschlamm als Dünger, da dieser bis zu fünf Prozent Stickstoff in der Trockensubstanz enthalten kann.

### Entwicklung in Deutschland

Deutsche Ammoniakproduktion in den Jahren von 1913 bis 1945 in Kilotonnen fixierten Stickstoffs

Im Deutschen Reich wurden vor Beginn des Ersten Weltkriegs jährlich rund 240.000 t reinen Stickstoffs verbraucht, rund 200.000 t davon als Düngemittel und 40.000 t in der Industrie. 1913 stammten rund 115.000 t davon aus Chile, weitere 102.000 t waren im Ammoniumsulfat enthalten, das als Nebenprodukt der heimischen Koksfeuerung anfiel. Allerdings stammten nur rund 16 Prozent des ausgebrachten Stickstoffs aus Kunstdünger.
Kurz nach Beginn des Ersten Weltkriegs und angesichts der britischen Seeblockade, die die Einfuhr von Chilesalpeter unterband, wurde im Rahmen der staatlichen Kontrolle zahlreicher Rohstoffe rund 750.000 t gelagerter stickstoffhaltiger Stoffe beschlagnahmt. Diese Vorräte sollten nun vor allem der Munitionsproduktion zugeführt werden. Angesichts des gewaltigen Munitionsverbrauchs der neuen Art der Kriegsführung stellte sich schnell heraus, dass diese Vorräte bald aufgebraucht sein würden. Im Rahmen des sogenannten Salpeterversprechens stand die Produktion für die Rüstungsindustrie durch das Haber-Bosch-Verfahren im Blickpunkt. Zur Düngung sollte hingegen verstärkt Cyanamid eingesetzt werden, das sich zur Waffenproduktion nicht eignete, auch wenn es bei den Landwirten wenig Erfahrung mit dem Stoff gab und seine gesundheitsschädlichen Eigenschaften die Anwendung erschwerten. Das Landwirtschafts- und das Finanzministerium förderten dennoch 1914 den Ausbau des Chemiewerks in Hürth-Knapsack sowie 1915 des Werks Waldshut des Schweizer Chemieunternehmens Lonza zur Produktion von Cyanamid. 1915 finanzierte das Reich zudem Standorte von Bayerischen Stickstoffwerke in Piesteritz und Königshütte. Diese beiden Werke gingen als Reichsstickstoffwerke in öffentliches Eigentum über, wurden aber weiter von den Bayerischen Stickstoffwerken betrieben. Dennoch herrschte über den gesamten Krieg hinweg ein Mangel an Stickstoffdünger, was wiederum schlechte Ernteerträge und eine Hungerkrise im Steckrübenwinter verursachte. Mit 73.000 t reinem Stickstoff war die Versorgung im Winterhalbjahr 1915/16 am geringsten.
Auch der Vertrieb des Kunstdüngers wurde hochgradig staatlich reguliert. Die Produktion der Reichsstickstoffwerke wurde über regionale Quoten vergeben und über die Bezugsvereinigung der deutschen Landwirte und die Deutsche Landwirtschaftliche Handelsbank an die Landwirte vertrieben. Die Organisationen wählten dabei jedoch ein kompliziertes und undurchsichtiges Verfahren, so dass trotz des Mangels an Kunstdünger nur geringe Bestellungen eingingen. Erst nach einem erneuten staatlichen Eingreifen 1916 verbesserte sich die Versorgungen der einzelnen landwirtschaftlichen Betriebe mit Cyanamid. Parallel lief der privatwirtschaftliche Handel mit demjenigen Ammoniumsulfat aus dem Haber-Bosch-Verfahren oder der Koksverbrennung weiter, das nicht von der Munitionsproduktion beansprucht worden war.
Im größeren Umfang lieferten die neuen Düngemittelwerke von 1916 an. Es stellte sich aber schnell heraus, dass der Ausstoß nicht annähernd ausreichte. So standen der Landwirtschaft für die Düngesaison 1916/17 rund 100.000 t reiner Stickstoff zur Verfügung, und damit rund die Hälfte des Verbrauchs von 1913. Da diese Lücke absehbar war, begann die Reichsregierung bereits 1915 Verhandlungen mit der BASF zur Finanzierung der Leunawerke, die von April 1917 an Düngemittel produzierten.
Das Hindenburg-Programm umfasste von August 1916 an auch einen massiven Ausbau der Stickstoffproduktion – sowohl für die militärische als auch für die landwirtschaftliche Verwendung. Die in diesem Rahmen abgeschlossenen Verträge sahen eine Ausweitung allein der Cyanamidproduktion um 535.000 t pro Jahr vor, was in etwa 100.000 t reinem Stickstoff entsprach. De facto aber wurde beginnend mit der Schlacht an der Somme im September 1916 größere Stickstoffkapazitäten von der Düngemittel- in die Munitionsherstellung verschoben. Mit der Einrichtung der Überwachungsstelle für Ammoniakdünger im Mai und der Preisausgleichsstelle für Kalkstickstoff im Oktober 1917 wurden die Düngemittelpreis staatlich reguliert. Zugleich begann die Düngemittelproduktion, ähnlich wie andere Wirtschaftszweige, im Verlauf des Jahres 1917 am zunehmenden Mangel an Kohle und anderen Hilfsgütern zu leiden. So liefen die Fabriken im März 1917 mit etwa 60 Prozent ihrer Maximalkapazität. Im Sommer 1917 wurde das Werk Piesteritz aus der Düngemittelproduktion herausgenommen und vollständig zur Versorgung der Rüstungsindustrie eingesetzt. Ein Vertrag zwischen Reichsschatzamt und BASF zur Vergrößerung der Leunawerke wurde während des Krieges nicht mehr umgesetzt. 1918 erhielt die Landwirtschaft im Deutschen Reich nur rund 40 Prozent ihres Friedensbedarfs an Stickstoffdünger.
Im Verlauf des Krieges brachte das Reich rund 550 Millionen Reichsmark als Darlehen und Subventionen zur Ausbau der Stickstoffproduktion auf. Die Industrie dürfte zudem in etwa den gleichen Betrag investiert haben. Darüber hinaus flossen rund 180 Millionen Reichsmark als staatliche Investitionen in die Reichsstickstoffwerke. Die Jahresproduktion erreichte 1918 rund 184.000 t reinen Stickstoff, was aber angesichts eines Vorkriegsverbrauchs von 240.000 t jährlich und des erheblich gestiegenen Bedarfs der Munitionsherstellung, rund 100.000 t im Jahr 1918, den Bedarf nicht annähernd deckte. Wären alle Vereinbarungen und Verträge aus der Kriegszeit erfüllt worden, dann wäre die Jahresproduktion auf rund 500.000 t reinen Stickstoff gestiegen.
Angesichts der allgemeinen Krise brach die Düngemittelproduktion im November 1918 vollständig zusammen. Dennoch standen in der Düngesaison 1918/19 wieder 115.500 t reiner Stickstoff zu diesem Zweck zur Verfügung und damit mehr als in jedem Kriegsjahr. Angesichts einer allgemein schwierigen Lage der Landwirtschaft mit Arbeitskräfte- und Pferdemangel erfuhr die Versorgung mit Kunstdünger weiter hohe politische Aufmerksamkeit. Die letzten Preiskontrollen auf diesem Markt wurden im März 1920 formal aufgehoben.
Dennoch wurde das Geschäft mit dem Kunstdünger nicht dem freien Markt überlassen. Auf massiven politischen Druck hin schlossen sich die Produzenten im Mai 1919 zum Deutschen Stickstoff-Syndikat (DSS) zusammen, wobei die Reichsregierung, Gewerkschaften und Landwirtschaftsvertreter im Verwaltungsrat ebenfalls beteiligt waren. Das Syndikat sollte sowohl die Preise als die Aufteilung der Herstellungsaufwendungen zwischen den Unternehmen sowie der Produkte auf verschiedene Vertriebswege kontrollieren. Allerdings wurde die interne Kostenausgleichsstelle bereits im Dezember 1921 aufgelöst.
1920 machten sich die Folgen der im Krieg aufgebauten Überkapazitäten bemerkbar: Das DSS konnte seine Jahresproduktion nicht vollständig am Markt absetzen. Als 1922 angesichts nachlassender gesamtwirtschaftlicher Störungen viele Werke ihre volle Produktionsleistung erreichten und auch alle im Krieg geplanten Produktionslinien verwirklicht wurden, verstärkte sich dieser Effekt, obwohl die Landwirtschaft im Jahr 1921/22 rund 300.000 t Stickstoff abnahm. Zudem zeigten sich die negativen Folgen reiner Stickstoffdüngung in Form von Bodenversauerung und angesichts von verfügbaren Alternativen brach die Nachfrage nach dem gesundheitsschädlichen Cyanamid ein. Die Düngemittelproduzenten reagierten mit verstärkten Marketingkampagnen, um Landwirte zum verstärkten Einsatz von Kunstdünger zu bewegen, und dem Angebot von Kalkammonsalpeter, der keine Versauerung auslöst. Zudem wurde die Vermarktung verbessert, etwa durch das Angebot kleinere Gebinde statt der zuvor üblichen ganzen Eisenbahnwaggons oder der Lieferung von Schutzausrüstung zusammen mit Cyanamiddünger.
Als 1923 wieder der Import von Chilesalpeter einsetzte, gewann das Naturprodukt nur einen kleinen Teil seines Vorkriegsmarkts zurück. Sogar das eigentlich wenig beliebte Cyanamid war mit einem Verbrauch von gut 52.000 t im  Düngejahr 1924/25 deutlich gefragter. Der einheimische Kunstdünger blieb dominierend. Innerhalb des DSS gewann BASF beziehungsweise von 1925 an I.G. Farben parallel mit seinem steigenden Produktionsanteil auch institutionellen Einfluss. Der staatliche Einfluss schwand hingegen. Im Düngejahr 1925/26 stellte I.G Farben gut 73 Prozent des Stickstoffs im Syndikat her.
Langfristig sank der Preis für Stickstoffdünger. Von 1913 bis 1932 halbierte er sich in etwa. Als wesentliche Innovation der Zwischenkriegszeit entwickelte I.G. Farben 1927 den weltweit ersten homogenen Volldünger Nitrophoska, der neben Stickstoff auch Phosphat und Kalium enthält. 1928/29 verwendete die deutschen Landwirtschaft rund 430.000 t reinen Stickstoff.

## Begriff
Da der Stickstoff als "Motor des Pflanzenwachstums" gilt, ist er die wichtigste Düngerform.
Man unterscheidet mineralische und organische Düngerformen. Pflanzen nehmen Stickstoff überwiegend als Nitrat auf, ebenso kann Ammonium und Harnstoff direkt aufgenommen werden. Durch die Mineralisierung (Abbau der organischen Substanz durch Mikroorganismen) werden alle Stickstoffverbindungen im Boden zu Nitrat umgebaut.
Bei der Stickstoffversorgung der Kulturpflanzen muss aus Gründen des Umweltschutzes (Nitratauswaschung) und der Gesundheit (Nitratgehalt) das Prinzip der bedarfsgerechten Düngung gelten. Die nötige Stickstoffmenge aus der Düngung ist dabei der Differenzbetrag aus dem Stickstoffbedarf der jeweiligen Kulturpflanze abzüglich des Angebotes des Bodens. Das Stickstoffangebot ist dabei der Vorrat an mineralischem Stickstoff zu Kulturbeginn – in der von der Kulturpflanze genutzten Bodenschicht – und die Nachlieferung während der Kulturzeit. Die Nachlieferung erfolgt durch organische Substanz (Humus und Ernterückstände) und natürlichen Stickstoffeintrag (zum Beispiel Niederschläge). Daher ist es erforderlich, zu Beginn einer Kultur und womöglich auch in deren Verlauf den Stickstoffgehalt zu bestimmen, mindestens aber einmal im Jahr im Rahmen einer Bodenuntersuchung.

## Verwendung
Pro Jahr werden rund 120 Millionen Tonnen Stickstoff durch Düngemittel in der intensiven Landwirtschaft in reaktive Formen umgewandelt, mehr als durch die natürlichen Prozesse der Erde umgewandelt wird. Diese können in Gewässer und Ökosysteme gelangen und haben einen verändernden Einfluss auf diese. Sofern die Stickstoffverbindungen nicht an Bodenpartikel gebunden sind, können sie durch Niederschläge rasch zur Auswaschung ins Grundwasser oder in Gewässer gelangen. Das gilt insbesondere für Nitrat. Unter reduzierenden Bodenbedingungen (Staunässe) kann es zu gasförmigen Stickstoffverlusten kommen (N2, N2O, NO), bei hohen pH-Werten auch als Ammoniak (NH3). Zudem wird ein Teil des Stickstoffdüngers in Lachgas umgesetzt, das als starkes Treibhausgas die globale Erwärmung vorantreibt. Die für die globalen Ökosysteme verträgliche Grenze liegt nach Ansicht von Wissenschaftlern bei einem Stickstoffeintrag von 35 Mio. t im Jahr. Die industrielle Herstellung von Stickstoffdüngern erfolgt überwiegend mittels fossiler Energieträger und ist für 1,2 % des globalen Primärenergieverbrauchs verantwortlich.

## Der Prozess des Düngens

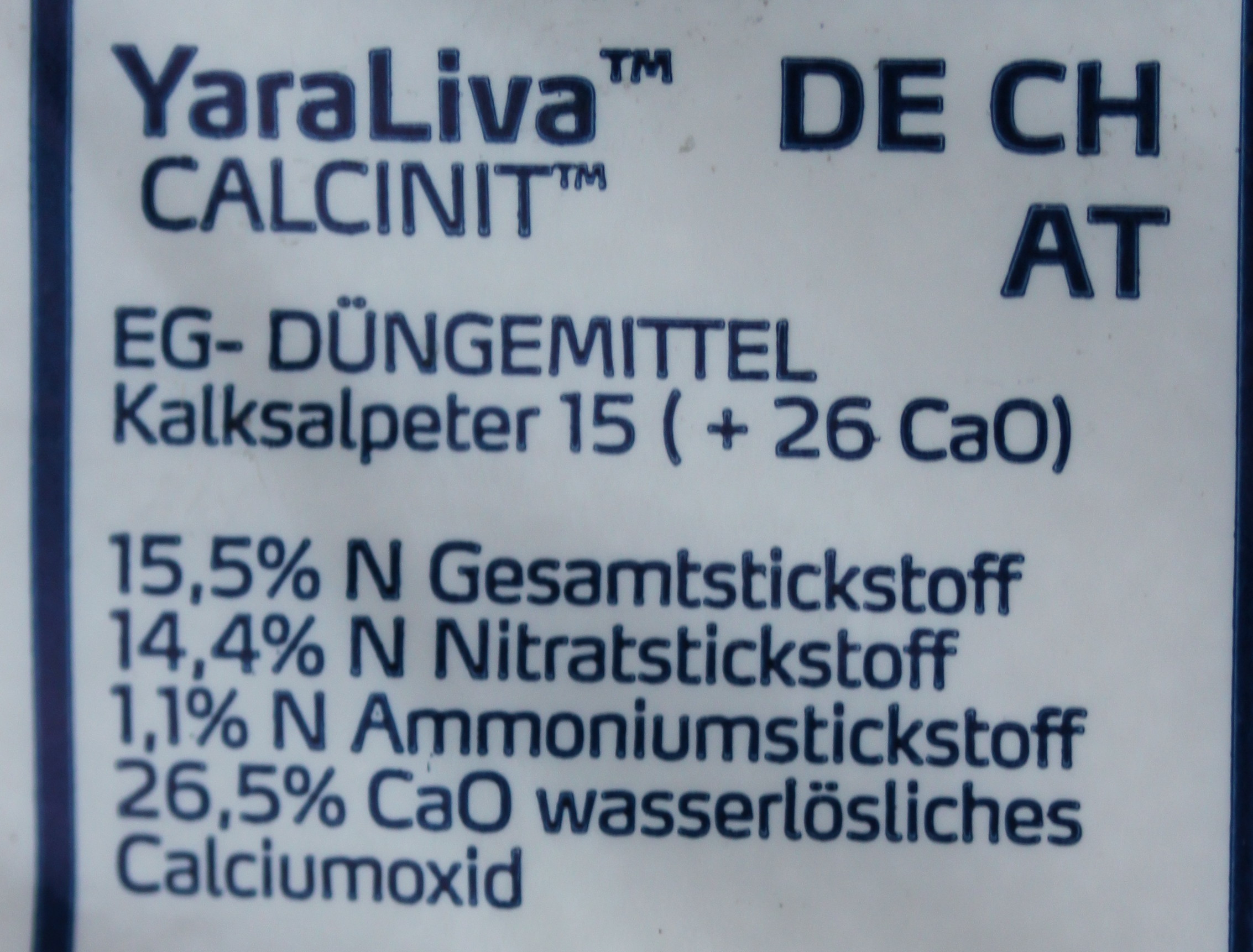
Kalksalpeter mit 15,5 % Gesamtstickstoff, davon 14,4 % Nitratstickstoff und 1,1 % Ammoniumstickstoff

Als Dünger kommen anorganische und organische Stickstoffverbindungen aus natürlichen Quellen oder aus Syntheseprozessen („Kunstdünger“, siehe Mineraldünger) zum Einsatz. Der Stickstoffgehalt wird dabei als Massenanteil an N angegeben (% N).
Einige Pflanzen können mit Hilfe symbiotisch lebender Mikroorganismen Stickstoff aus der Luft gewinnen und fixieren, zum Beispiel Leguminosen wie Erbse, Bohne, Lupine mit in den Wurzeln lebenden "Knöllchenbakterien" (Rhizobium leguminosarum). Durch Hydrolyse wird aus Aminogruppen in der organischen Substanz Ammoniak gebildet. Dieser reagiert mit Wasser zu OH− und NH4+. Das Ammoniumion wird durch die Bodenbakterien Nitrosomonas zu Nitrit und weiter von Nitrobacter zu Nitrat oxidiert.
Bei organischem („natürlichem“) Dünger wird der Stickstoff durch mikrobiellen Abbau – abhängig von Bodentemperatur, Feuchtigkeit und Korngröße des Ausgangsstoffes – nach und nach freigesetzt. Mineralische Dünger wirken dagegen schneller, da sie als wasserlösliche Verbindungen direkt von den Pflanzenwurzeln aufgenommen werden können.

## Beispiele für Stickstoffdünger
- Anorganische Verbindungen
  - Ammoniumsulfat (schwefelsaures Ammoniak)
  - Ammonsulfatsalpeter (26 % Stickstoff)
  - Ammoniumnitrat (nicht in Reinform, sondern nur in Mischungen wg. Explosionsgefahr)
  - Calciumnitrat (Kalksalpeter)
  - Kaliumnitrat (Kalisalpeter)
  - Kalkammonsalpeter
  - Kalkstickstoff (Calciumcyanamid-Kohlenstoff-Gemisch, ca. 20 % Stickstoff)
- Organische Verbindungen
  - Harnstoff (ca. 45 % Stickstoff)